# Xian de Qingshen
Le xian de Qingshen (青神县 ; pinyin : Qīngshén Xiàn) est un district administratif de la province du Sichuan en Chine. Il est placé sous la juridiction de la ville-préfecture de Meishan.

## Démographie
La population du district était de 200 020 habitants en 1999.